# NGC 3576
NGC 3576是一個位於船底座的小型發射星雲，位於銀河系的人馬螺旋臂，距離海山二周圍的星雲數千光年。
最中間星雲有六個不同的編號，目前天文學家稱該星雲整體為NGC 3576，另有一常見的暱稱是「自由女神星雲」（The Statue of Liberty Nebula），這是因為它的中心區域特殊的形狀。該暱稱來自於任職 Star Shadows Remote Observatory（SSRO）的Mazlin 博士。

## 外部連結
- Mazlin博士拍攝的 NGC 3576